# Nephodia flammatraria
Nephodia flammatraria là một loài bướm đêm trong họ Geometridae.